# Copa das Nações da OFC de 1998
A Copa das Nações da OFC de 1998 foi a quarta edição do torneio. Essa edição da Copa foi sediada pela Austrália entre setembro e outubro de 1998. Foi vencida pela Nova Zelândia, que derrotou a Austrália na final.

## Seleções participantes
- Austrália (classificada por direito)
- Fiji (campeão da Copa Melanésia)
- Ilhas Cook (vice-campeão da Copa Polinésia)
- Nova Zelândia (classificada por direito)
- Taiti (campeão da Copa Polinésia)
- Vanuatu (vice-campeão da Copa Melanésia)

## Primeira fase

### Grupo A
| Pos | Seleção       | Pts | J | V | E | D | G    | SG  |
| --- | ------------- | --- | - | - | - | - | ---- | --- |
| 1   | Nova Zelândia | 6   | 2 | 2 | 0 | 0 | 9:1  | 8   |
| 2   | Taiti         | 3   | 2 | 1 | 0 | 1 | 5:2  | 3   |
| 3   | Vanuatu       | 0   | 2 | 0 | 0 | 2 | 2:13 | -11 |

| 25 de setembro de 1998 | Nova Zelândia | 1 – 0 | Taiti |  |
|                        |               |       |       |  |

| 28 de setembro de 1998 | Nova Zelândia | 8 – 1 | Vanuatu |  |
|                        |               |       |         |  |

| 30 de setembro de 1998 | Taiti | 5 – 1 | Vanuatu |  |
|                        |       |       |         |  |

### Grupo B
| Pos | Seleção    | Pts | J | V | E | D | G    | SG  |
| --- | ---------- | --- | - | - | - | - | ---- | --- |
| 1   | Austrália  | 6   | 2 | 2 | 0 | 0 | 19:1 | 18  |
| 2   | Fiji       | 3   | 2 | 1 | 0 | 1 | 4:3  | 1   |
| 3   | Ilhas Cook | 0   | 2 | 0 | 0 | 2 | 0:19 | -19 |

| 25 de setembro de 1998 | Austrália | 3 – 1 | Fiji |  |
|                        |           |       |      |  |

| 28 de setembro de 1998 | Austrália | 16 – 0 | Ilhas Cook |  |
|                        |           |        |            |  |

| 30 de setembro de 1998 | Fiji | 3 – 0 | Ilhas Cook |  |
|                        |      |       |            |  |

## Semifinais
| 2 de outubro de 1998 | Austrália | 4 – 1 | Taiti |  |
|                      |           |       |       |  |

| 2 de outubro de 1998 | Nova Zelândia | 1 – 0 | Fiji |  |
|                      |               |       |      |  |

## Disputa do terceiro lugar
| 4 de outubro de 1998 | Fiji | 4 – 2 | Taiti |  |
|                      |      |       |       |  |

## Final
| 4 de outubro de 1998 | Austrália | 0 – 1 | Nova Zelândia   | Suncorp Stadium, Brisbane Público: 12.000 Árbitro: Massimo Raveino |
|                      |           |       | Mark Burton 24' |                                                                    |

| Campeão da Copa das Nações da OFC de 1998 |
| ----------------------------------------- |
| Nova Zelândia Segundo título              |

## Artilheiros
- Damian Mori (10 gols)
- Kris Trajanovski (4 gols)
- Vaughan Coveny (4 gols)
- Paul Trimboli (3 gols)
- Esala Masinisu (3 gols)
- Gerald Quennet (3 gols)